# Bečov nad Teplou (hrad)
Bečov nad Teplou (německy Petschau) je hrad a zámek ve stejnojmenném městě jižně od Karlových Varů. Hrad stojí nad hlubokým údolím obklopený vysokými lesnatými kopci, které patří k Slavkovskému lesu a Tepelské vrchovině. Hrad obtéká ze dvou stran řeka Teplá a z třetí strany je oddělen Dolským, dříve Hlubokým potokem. V údolí se nachází město Bečov nad Teplou. Hrad je spolu s přilehlým zámkem chráněn jako kulturní památka a od roku 1995 jako národní kulturní památka.

## Historie
Doba založení a stavebník bečovského hradu jsou nejasné. Podle Marie Malivánkové Waskové byl hrad založen ve druhé polovině třináctého století. Ze stejné doby pochází některé nálezy keramiky, snad i bergfrit a části obvodové hradby. Přesto podle stavebněhistorických a archeologických výzkumů žádné dochované části hradu nelze do třináctého století jistě zařadit. Za možného stavebníka je proto považován Boreš III. z Rýzmburka, který mohl hrad založit v první polovině čtrnáctého století v době vlády Jana Lucemburského.

### Čtrnácté století

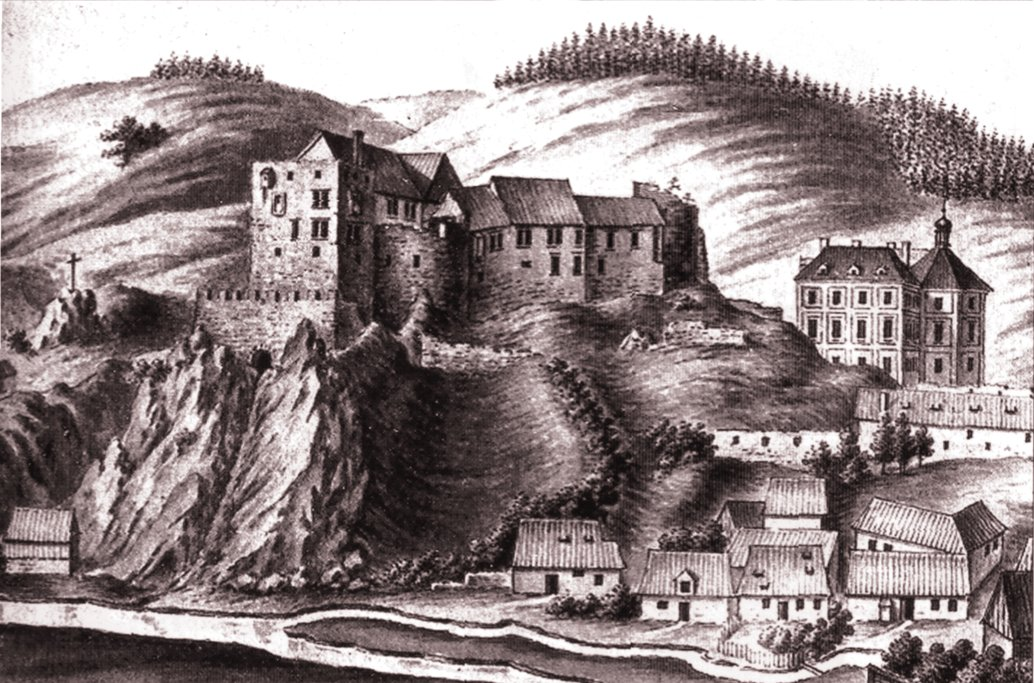
Bečov nad Teplou, jádro hradu a zámek od západu v osmnáctém století (zleva: donjon bez střechy, částečně zakryté spojovací křídlo a kaplová věž, hradní palác – tzv. Pluhovské domy, trosky kruhové věže a barokní zámek, pod ním pivovar, zcela dole řeka Teplá, vpravo dole příměstská zástavba Bečova); Jan Antonín Venuto (1804) podle J. Dietzlera (1720), výřez

První písemná zmínka o hradu pochází z roku 1346 a nachází se v listině vydané bratry Borešem V. a Slavkem z Rýzmburka. Tradičně uváděný letopočet 1314 pochází z díla Bedřicha Bernaua, ale pozdějším badatelům se tuto zmínku v historických pramenech nepodařilo dohledat. V oblasti mezi Loktem a Doupovskými horami ovšem založili páni z Oseka už ve dvanáctém století řadu kolonizačních center. Jedním z nich mohl být Bečov, k němuž patřila velká část Slavkovského lesa s tamními cínovými doly.
V polovině čtrnáctého století Boreš se Slavkem zahájili náročnou přestavbu, která měla z hradu učinit honosnou rezidenci odpovídající postavení a majetku obou bratrů, byť Slavek sídlil na rodovém Rýzmburku. Umožnily jim to příjmy z okolních cínových dolů i pozdější Borešovo postavení významného diplomata na císařském dvoře. Kromě toho bratři na svých panstvích pokusili hledat stříbro a zlato.
Po smrti Boreše V. okolo roku 1385 význam hradu upadl. Zdědili jej Borešovi synové Boreš starší a Boreš mladší. Jednomu z nich král Václav IV. udělil Bečov jako léno osvobozené od cel, mýta a vyňaté z pravomoci zemského soudu.

### Patnácté století
Mladší z bratrů zemřel v létě roku 1403 a správy majetku za jeho nezletilé syny se chopila vdova Anna. Rod ale zchudl, a v roce 1407 proto oba Annini synové prodali Ondřejovi z Hazmburka. Prodej byl potvrzen panovníkem téhož roku před svátkem svatého Valentina.
Oldřich si Bečov ponechal jen do roku 1411, kdy ho postoupil Jindřichovi z Plavna. O rok později na hradě vládl Jindřich I. z Plavna, který roku 1416 vedl spolu s pány z Rýzmburka válku proti panovníkovi, jehož uznal až po ztrátě Hasištejna a Štědrého hrádku. Roku 1420 stanul v čele plzeňského landfrýdu, seskupenému proti husitům, a v roce 1424 (nebo 1428) zastavil Bečov Erkingerovi ze Seinsheimu. Erkinger ani jeho syn Hermann v Bečově příliš nepobývali a správu panství zajišťoval hejtman.
Podle Johanna Gottfrieda Sommera Bečov dne 25. ledna 1430 dobylo vojsko Jakoubka z Vřesovic, ale dobové prameny dobytí hradu neuvádí. Erkinger v témže roce na Bečově po dobu šesti týdnů ubytoval posádku sta jízdních ozbrojenců. Krátce poté sloužil s 240 zbrojnoši mohučskému arcibiskupovi. Po bitvě u Lipan se Jindřich z Plavna pokusil Bečov vykoupit, ale neuspěl, a Erkinger jej roku 1437 prodal svému zeti Matyáši Šlikovi.
Nejpozději roku 1447 na hradě vládl Petr Holický ze Šternberka, který se oženil s Erkingerovou vnučkou. Také on patřil k šlechticům, kteří působili jako velitelé žoldnéřských jednotek. V roce 1447 velel 86 jezdcům, třinácti vozům a 182 pěším bojovníkům při tažení Viléma Saského do Vestfálska. Doloženo je také jeho přepadení služebníků grünhainského kláštera. Roku 1450 válčil zároveň s Chebem a bavorským vévodou Albrechtem. V tzv. vildštejnské smlouvě z roku 1450 je Bečov zmíněn mezi hrady, které slíbily zachovat klid zbraní mezi strakonickou jednotou a Jiřím z Poděbrad.
Krátce poté se Bečov konečně podařilo získat zpět Jindřichovi II. z Plavna a hrad opět plnil úlohu opěrného bodu při výpadech proti Chebu podporovanému pány ze Švamberka, kteří byli s Jindřichem v lokální válce od roku 1450. K Jindřichovu usmíření s Chebem došlo v roce 1454. Listiny mu zaslané o rok dříve do Bečova dokládají, že bečovský hrad byl Jindřichovým sídlem. V roce 1465 se Jindřich se svým stejnojmenným synem připojil k zelenohorské jednotě, za což je Jiří z Poděbrad potrestal konfiskací lén. Plavenští ale Bečov nevydali, a proto se panovník chystal k vojenské akci. Nejprve umístil posádku do Úterý, ale když poznal, že příslušníci jednoty v kraji mají vojenskou převahu, od útoku na Bečov ustoupil.
Válka mezi Chebem a Plavenskými trvala až do začátku osmdesátých let patnáctého století, ale bečovský hrad se během ní pro svou pevnost a vojenskou posádku pravděpodobně nestal cílem přímého útoku. Klid ale nevydržel dlouho, protože roku 1485 se novým zástavním pánem v Bečově stal hrabě Arnošt z Gleichenu, který se hned následujícího roku zapojil do války, kterou na Chebsku vedl braniborský markrabí. V Bečově sídlil ještě v roce 1489, ale později se Plavenským podařilo zástavu vyplatit. Finanční situace je přiměla bečovské panství nejspíše v roce 1495 prodat Hynčíku Pluhovi z Rabštejna.

### Pluhové zRabštejna

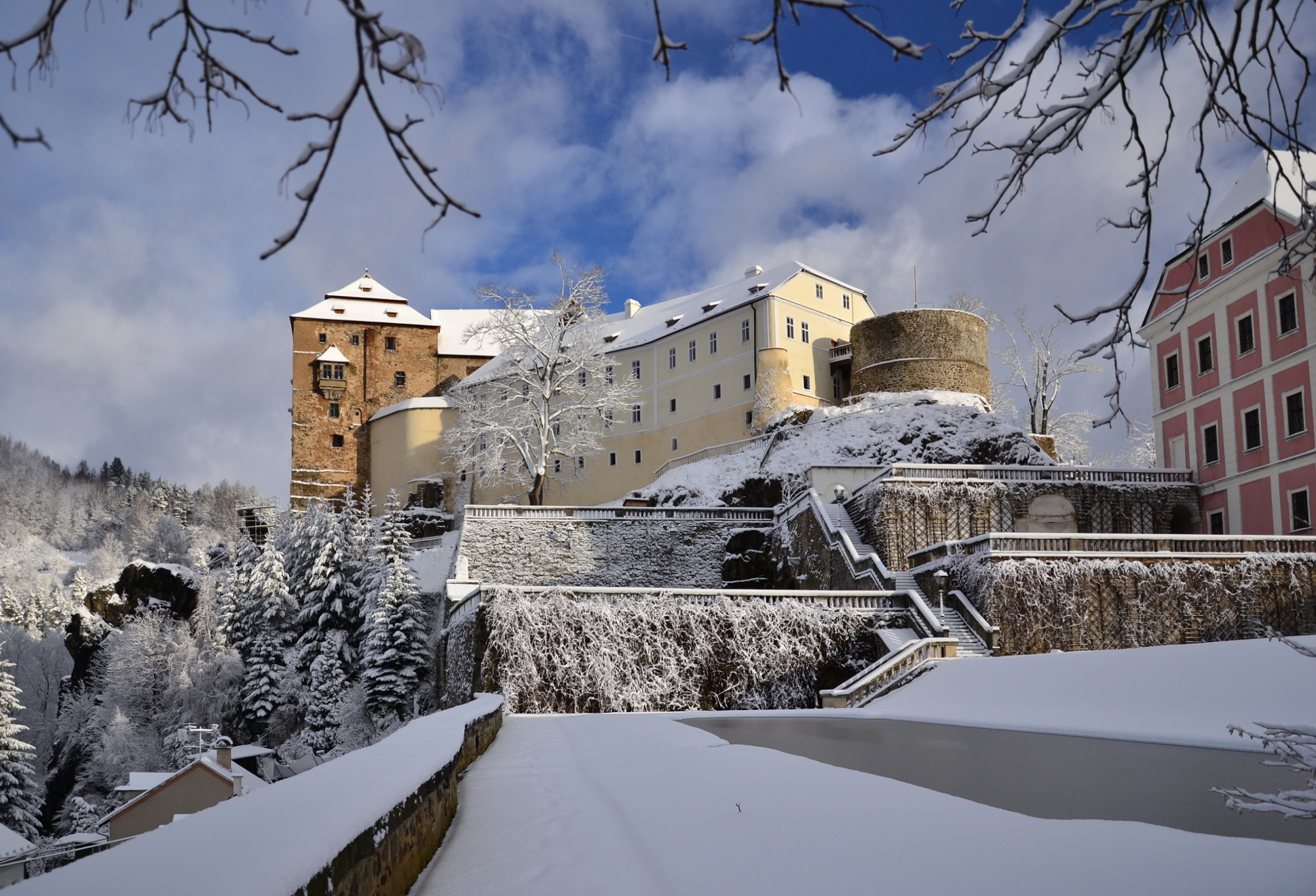
Bečov

Bečovský hrad se stal hlavním sídlem nových majitelů. V roce 1501 majetek zdědil Hynčíkův syn Hanuš Pluh z Rabštejna, který výrazně rozšířil rodový majetek a na samotném hradě nechal vybudovat propojovací křídlo mezi donjonem a kaplovou věží. Obytnou věž přestavěl v duchu pozdní saské gotiky a zahájil úpravy starého paláce, na jehož místě tak začala vznikat budova označovaná jako Pluhovské domy. Dva roky po Hanušově smrti v roce 1537 byly jeho statky prohlášeny za odúmrť, která připadla panovníkovi. Teprve poté se o ně přihlásil jeho strýc Kašpar Pluh z Rabštejna a vzniklý spor o majetek byl urovnán u dvorského soudu až v roce 1542. Kašpar pak převzal bečovské i slavkovské léno ve stejném rozsahu v jakém jej držel jeho synovec, za což panovníkovi odevzdal Poděbrady, Křivoklát a odpustil mu některé dluhy.
Kašpar Pluh stanul v čele stavovského povstání v roce 1547. Po bitvě u Mühlberka byl odsouzen k smrti a konfiskaci majetku, ale podařilo se mu uprchnout do Míšně. Když do Bečova dorazili královští komisaři v doprovodu 600 jezdců, našli na hradě jen Kašparovu manželku Magdalenu. Vyhnali ji do jakéhosi domu ve městě, ale po zásahu jejího bratra Jana ze Schaunberku a krále Ferdinanda I. se směla do hradu vrátit. I tak ale zůstala většina hradu vyklizena. Časem Magdaléna vymohla část manželova majetku zpět a díky její snaze byl Kašparovi umožněn návrat do země.

### Šestnácté až osmnácté století

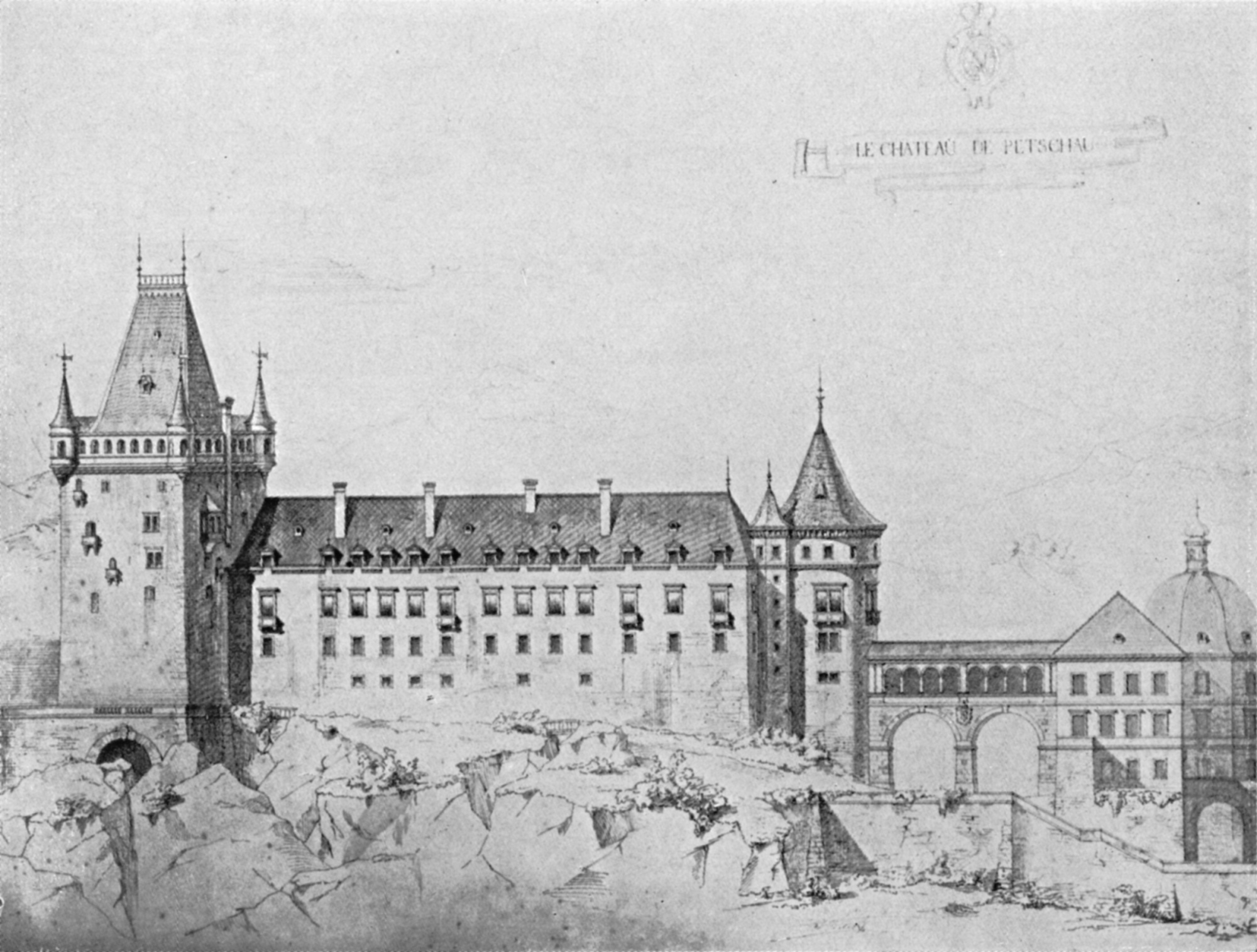
Hrad Bečov nad Teplou, nerealizovaný návrh přestavby hradu od Josefa Zítka z roku 1870

Bečov se po konfiskaci stal komorním majetkem, který byl brzy zastaven Jindřichovi IV. z Plavna. V Jindřichově majetku Bečov zůstal do jeho smrti, ale roku 1558 jej panovník zastavil Jindřichu Šlikovi za deset tisíc tolarů, tentokrát ale bez dolů a lesů. Bečov mu zůstal do roku 1568 a dalších pět let hrad spravovala opět královská komora. Roku 1573 hrad převzala bečovská obec, ale nedokázala shromáždit dostatek peněz na vyplacení Šlikových nároků ani další peníze přislíbené panovníkovi. Této povinnosti je zbavil Rudolf II., až kdy panství převzal do zástavy Šebestián Šlik. Zaplatil za ně dvacet tisíc tolarů a panovníkovi navíc předal Rabštejn nad Střelou. Po Šebestiánově smrti v roce 1594 na bečovském hradě žila vdova Sibyla. Jeho syn Jeroným, který zástavu, navýšenou o 8400 tolarů investovaných do hradu, nabídl k prodeji. Dne 24. dubna 1597 ji koupilo město Horní Slavkov.
Během stavovského povstání v letech 1618–1620 se slavkovští připojili ke vzbouřeným stavům. Stavovský velitel Petr Arnošt z Mansfeldu Bečov obsadil posádkou, která 2. února 1621 vypálila část města, aby nemohla sloužit případným obléhatelům. Bečovský hrad poskytl útočiště řadě šlechticů prchajících před císařskou armádou, ale po bitvě na Bílé hoře se slavkovští přihlásili k poslušnosti panovníkovi a 22. listopadu 1620 vyzvali všechny azylanty k odchodu. Dne 15. prosince 1620 pak panství formálně převzal Karel I. z Lichtenštejna, ale Mansfeldovi vojáci hrad opustili až po dobytí Slavkova a Lokte v roce 1621. Při požáru v roce 1621 vyhořel i městský kostel a měšťané v následujícím roce získali od Horního Slavkova povolení použít k jeho zakrytí stropy z hradního sálu a komory. O rok později se jednalo o špatném stavu bergfritu a nutnosti jeho zboření.
Roku 1623 byl Horní Slavkov potrestán za účast na stavovském povstání konfikací Bečova. Zabavené panství potom roku 1624 získal za šedesát tisíc kop míšeňských grošů Gerhard z Questenberka. Koncem třicetileté války krajský hejtman Jan van der Croon, v obavě ze švédského postupu, umístil na hrad posádku padesáti mužů. Malý oddíl ale nedokázal odolat a Švédové hrad obsadili. Dne 31. března 1647 pak Bečov dostal darem od švédské královny Kristiny generálmajor dělostřelectva Axel z Löffstadtu. Podle Augusta Sedláčka císařská posádka v Bečově vydržela až do roku 1648, kdy ji porazil a zajal generál Hans Christoff Königsmarck.
Správy panství se po válce opět ujali Questenberkové. Hejtman Jan van der Croon byl roku 1656 pověřen modernizací opevnění hradu, ale z plánů vznikla jen nedokončená bašta později pohlcená stavbou zámku. Už o tři roky později byl ale zchátralý bečovský hrad považován za zbytečný, a z vojenského hlediska dokonce, v případě obsazení nepřítelem, za škodlivý. Jan František Beckovský v roce 1700 popsal bečovský hrad jako pustý. Pluhovské domy sloužily potřebám vrchnostenské správy a zbytek hradu pouze jako skladovací prostory.
V letech 1701–1714 byl v předhradí Janem Adamem z Questenberka vybudován nový barokní zámek se zahradami, skleníky a divadlem. Poslední stavební úpravy starého hradu měly proběhnout v druhé polovině devatenáctého století. Vévoda Alfréd Beaufort-Spontini po roce 1860 zamýšlel propojit hrad s níže položeným zámkem. Návrhy Adolfa Gnautha a Josefa Zítka počítaly s kompletní přestavbou, ale pro vysoké náklady nebyly realizovány. Jediným uskutečněným projektem byla Mockerova úprava posledního patra věže na zámeckou kapli.
V roce 1985 byl v prostoru hradní kaple nalezen a vyzvednut relikviář svatého Maura, který zde Beaufortové ukryli po vydání Benešových dekretů, které je donutily opustit republiku. Od roku 2002 je relikviář po předchozím restaurování opět umístěn v Bečově nad Teplou. Nejprve byl vystaven v prostorách barokního zámku, odkud se v roce 2021 přestěhoval do nové expozice v Pluhovských domech.

## Popis hradu
Středověký hrad se rozkládá na ostrožně, stoupající od jihovýchodu k severozápadu. Zatímco na jihozápadě spadá svah prudce dolů, na severovýchodě klesá terén velmi pozvolna. Jádro hradu tvoří na jihovýchodě zbytky okrouhlé věže, za ním je situovaný mohutný nepravidelně obdélný objekt tzv. Pluhovských domů a na nejvyšší části ostrožny se tyčí dvojice hranolových věží srostlých pomocí spojovacího křídla v jeden celek. Východní věž obsahuje hradní kapli s významnými nástěnnými malbami, mohutná západní věž pak řadu obytných místností. Je zde dochována řada pozdněgotických kamenických článků, například portálů a také zbytky malířské výzdoby. Na jihozápadě pak hradní jádro doplňuje budova klasicistních stájí. Jižněji se nachází barokní zámek s přilehlou terasovou zámeckou zahradou.

### Stavební dějiny hradu
Zřejmě už ze 13. století se jako nejstarší část hradu zachoval spodek okrouhlé hradní věže o průměru jedenácti metrů, postavené na skále při jižním okraji hradního jádra, které „elasticky“ obepínala hradba. Nejpozději ve čtrnáctém století došlo ke vzniku dvojprostorového, ke hradbě přilehlého paláce, který se dodnes v přestavěné podobě dochoval ve střední části tzv. Pluhovských domů. Ten byl později ještě rozšiřován přístavbami. Kolem roku 1400 byla v hranolové věži vybudována obdélná gotická hradní kaple Navštívení Panny Marie. Vysvěcena byla dne 14. května 1400. Je zaklenuta dvěma poli křížové žebrové klenby. Kaple je vybavena významnou malířskou výzdobou. Na klenbě jsou namalovány symboly čtyř evangelistů, Slunce, Měsíc a hvězdy, na jednom svorníku je rýzmburský znak, na druhém čtyřlistý ornament. V rozích jsou větvičky s lupeny. Malby na stěnách představují 17 biblických výjevů (např. Kalvárie, Zvěstování Panny Marie, Narození Krista, Klanění Tří králů, Svatý Kryštof aj.).
V letech 1502–1547 provedli Pluhové rozsáhlou přestavbu hradu. V této etapě vznikla druhá, obdélná hradní věž. Jedná se o klasický donjon, tj. palácovou obytnou věž. V následujícím období pak obě věže spojilo nižší spojovací křídlo s valeně zaklenutým sklepem vytesaným zčásti ve skále. Prostory v horních patrech obou obytných věží byly spojeny pozdně gotickými portály a osazeny arkýřovými okny. Do kaple byly vybourány nové vstupní otvory ze sousedního spojovacího křídla. Z této doby pochází i gotický portál kaple s pluhovským erbem. V období renesance došlo k dalšímu rozšíření a výrazné přestavbě hradního paláce, tzv. Pluhovských domů. Palác po této přestavbě obsahoval veliké reprezentativní sály osvětlované rozměrnými zdvojenými renesančním okny. Obytným účelům v této době sloužil donjon. V severní části Pluhovských domů byla pak v této době umístěna hradní kuchyně, jejíž relikty odhalil nedávný archeologický výzkum.
Během třicetileté války hrad značně zchátral. Už roku 1623 musela být větší, horní část okrouhlé věže pro zchátralost zbourána. V roce 1656 vypracoval vojenský velitel hradu, Jan Lacron, rozsáhlý plán nového opevnění, z něhož byla dokončena jen velká (Lacronova) bašta s příkopem. V 18. století došlo k dalšímu odbourání čelní okrouhlé věže, takže z ní zbylo 6 m vysoké torzo s gotickým soklem a kounicko-questenberským znakem. Ve třicátých letech 19. století došlo k výrazné klasicistní přestavbě Pluhovských domů, která však téměř setřela gotickou a renesanční podobu někdejšího hradního paláce.
K nevelkým stavebním úpravám došlo v letech 1861–1865 podle projektu architektů Josefa Zítka a Josefa Mockera. Oba stavitelé předložili majiteli hradu Beaufortovi projekty na radikální přestavbu středověkého sídla v duchu romantického historismu. Beaufort však s návrhy nesouhlasil a hrad si tak dodnes zachoval svou historickou podobu. Na přelomu devatenáctého a dvacátého století byla do dvorní fasády Pluhovských domů druhotně umístěna řada pozdně gotických a raně renesančních portálů. Pocházejí z Nového dvora a toužimského zámku.
Po roce 1945 hrad opět chátral. V šedesátých letech došlo dokonce k odstranění části historické zástavby mezi Pluhovskými domy a spojovacím křídlem hranolových věží. Od sedmdesátých let probíhala postupná, památkově ne zcela citlivá a dodnes nedokončená rekonstrukce Pluhovských domů.